# Sabiñánigo
Sabiñánigo è un comune spagnolo di 10 112 abitanti situato nella comunità autonoma dell'Aragona, nella provincia di Huesca. Dista dal capoluogo 51 km, ed è vicina al confine francese del Passo del Portalet situato a 1794 metri, uno dei famosi colli delle tappe pirenaiche del Tour ciclistico di Francia. È la capitale della comarca dell'Alto Gállego e al centro dell'antica comarca del Serrablo.

## Geografia fisica
Confina a nord coi comuni di Biescas e Yebra de Basa, ad est con la comarca di Sobrarbe, a sud con il comune di Las Peñas de Riglos, a sud-est con la comarca di Somontano de Barbastro, ad ovest coi comuni di Caldearenas e Jaca e a nord-ovest col comune di Sallent de Gállego.
È per estensione il terzo comune di Spagna ed è composto da molte frazioni situate in diverse vallate. Posta ai piedi della valle di Tena, è in un'ottima posizione geografica che le permette di essere il naturale nucleo di supporto e sviluppo di un'ampia zona pirenaica.

## Storia
Anticamente era Samianigo e molte sono le interpretazioni etimologiche del suo nome: c'è chi ricorre al greco e afferma che il significato del toponimo è "giunchi vicino al fiume", il fiume c'è ed è il Gállego, i giunchi anche, ma non si capisce perché si debba scomodare la lingua greca, altri fanno risalire il nome a San Eñego, o Iñigo, monaco del monastero di San Juan de la Peña nativo della zona, e la doppia identità giustificherebbe la particella bi che compare nel nome e quindi si avrebbe: San-bi-Iñigo da cui Sabiñánigo. Una terza interpretazione ricorre al periodo romano e precisamente al generale romano Calvisio Sabino: questi avrebbe dato il suo nome a un posto militare a guardia della strada romana che portava all'attuale Balneario de Panticosa, stazione termale fondata da Augusto che in un documento cartografico del II secolo appare indicata col nome di Sabunacum.
Il nome di Sabiñánigo appare per la prima volta in un documento del 1035 in cui ci si riferisce alla sua incorporazione nel regno di Aragona come patrimonio diretto della Corona. Fino al XIX secolo non risulta esservi stata occasione per parlare di questo piccolo centro rurale montano i cui abitanti erano dediti alla coltivazione dei campi e all'allevamento del bestiame. Secondo una relazione del 1850 tutti i sentieri e le strade della zona erano pressoché impraticabili e soltanto nel 1881 si costruì una strada che collegava Biescas con Panticosa passando per Sabiñánigo. Alla fine del XIX secolo si stabilì il collegamento con la rete ferroviaria e si installarono i rispettivi stabilimenti di due industrie nazionali. Nel 1909 nacque un'impresa di autobus che collegò le varie località della valle del Tena, nel frattempo il Balneario de Panticosa con le sue acque minerali radioattive cominciò ad essere molto frequentato e a Sabiñánigo si svilupparono imprese per fornire servizi ai turisti. Il borgo si popolò, si dotò di alcune industrie tradizionali e seppe sfruttare la sua posizione geografica a poca distanza dalle rinomate stazioni sciistiche di Candanchú e Astún che offrivano piste di sci di fondo e alpino con le relative attrezzature di risalita sempre più frequentate man mano che aumentava la popolarità degli sport della neve. Anche oggi le due località sono fra le più frequentate in Spagna da chi pratica gli sport invernali. Nel corso del secolo scorso poi furono numerose le costruzioni di invasi per lo sfruttamento idroelettrico dei vari affluenti e del rio Gallego stesso cosicché la valle del Gallego è come un enorme bacino idroelettrico. Centro sia dell'attività di costruzione, che di quella relativa alla manutenzione e sfruttamento idroelettrico, fu, ed è tuttora, Sabiñánigo. Questi eventi aprirono nuove possibilità di lavoro agli abitanti della valle del Gallego determinando la fine dell'emigrazione verso altri paesi che in precedenza aveva raggiunto punte estremamente elevate. Ne trasse molti benefici tutta la zona del Serrablo e particolarmente Sabiñánigo che in poco tempo vide moltiplicarsi la popolazione e svilupparsi economicamente la città. Sono così sorte molte abitazioni e, per soddisfare le esigenze turistiche, alberghi, ristoranti e locali d'intrattenimento. Puntando molto sul turismo e sullo sport non ci si è limitati agli sport invernali, all'alpinismo e all'escursionismo, ma si sono curati anche altre attività sportive dotando la cittadina delle attrezzature necessarie, organizzando ed ospitando competizioni e tornei. Spesso la cittadina è tappa di alcuni giri ciclistici come il Tour de France e la Vuelta di Spagna.

## Monumenti
La città, sviluppatasi in fretta partendo da un piccolo borgo rurale montano soprattutto nella seconda metà del XX secolo, è costituita essenzialmente da case di architettura moderna a tre o più piani che non differiscono da quelle delle periferie cittadine e senza alcuna pretesa artistica particolare; sono degne di nota quindi soltanto le bellezze naturali delle diverse valli attentamente preservate nel Parque Nacional de Ordesa. Un'esigenza artistica è stata messa in luce da una associazione che si prefigge lo sviluppo e la conoscenza del territorio municipale: gli Amigos del Serrablo che nel 1922 pubblicò uno studio sulle ben 14 chiesette romaniche e mozarabiche del X e XI secolo che si trovano in diverse località dell'antica comarca del Serrablo, sconosciute agli storici dell'arte medievale spagnola e inesistenti nei relativi trattati e pubblicazioni. L'Associazione si è poi interessata, e lo fa tuttora, al loro restauro e mantenimento. Le chiese si trovano generalmente nelle sponde di sinistra del rio Gallego ed esistono anche resti di un coevo Monasterio de San Pelay  non più attivo da secoli e scoperto in questi ultimi anni. Le chiese sono tutte rivolte ad est da dove nasce la luce e quindi la Rivelazione secondo l'uso del tempo, hanno tutte una sola navata rettangolare, con abside semicircolare o rettangolare, con soffitto ligneo e tetto a capanna, con una piccola cripta e con la torre campanaria aperta che si eleva dall'edificio. Gli stili sono per una parte di esse il romanico-lombardo e per le altre mozarabico, cioè caratteristico dei cristiani che vivevano in territorio arabo. Alcune di queste chiese sono state trasferite e rifatte in altri siti come la stazione sciistica di Formigal che ora è dotata della chiesa che si trovava nel paese di Basaran e il Parque Municipal de Sabinaňigo in cui si sono trasferiti i resti dell'abside della Parrocchiale di santa Maria. Tutte le quattordici chiese sono state indicate come BIC (Bien de Interès Cultural), tra queste la chiesa di Sant'Andrea.
Nel territorio comunale a quattro km dalla città c'è il Castillo de Larres del XIII secolo ristrutturato nel XIV e restaurato recentemente, che contiene il Museo del Dibujo con opere di pittori spagnoli di tutte le epoche in particolare moderni o contemporanei.

## Dintorni
A quindici km si trova Biescas, paese antico con case nobiliari ornate di stemmi secondo la tradizione aragonese; a diciotto km Jaca, il centro più popoloso dell'Alto Aragón; a venti km Torla, piccolo paese sede del comune in cui si trova il Parco nazionale di Ordesa e del Monte Perdido, il più suggestivo dei Pirenei spagnoli con le sue foreste, cascate, nevi eterne e con viste spettacolari sui monti pirenaici spagnoli e su quelli della vicina Francia. A poco più di venti km infine, si estende Pedrafita de Jaca nota per il Parque faunistico de los Pirineos.

## Feste
Spettacolare è la Cabalgata de los Reyes Magos per l'Epifania, è un corteo per le strade cittadine di carrozze e di gente in costume che accompagna i re Magi alla piazza centrale con rappresentazioni di figuranti. La Fiesta de San Jorge, in aprile, è una festa dei libri, dei fiori e dell'artigianato locale. Il 25 giugno c'è la Romeria al Monte di Santa Orosa, pellegrinaggio al Santuario seguito dopo i riti religiosi, secondo la tradizione spagnola, da una scampagnata all'aperto dei partecipanti con musica, canti e danze. Le feste di Santiago e di Nostra Signora del Pilar che si svolgono in estate raccolgono una grande partecipazione popolare e vi si effettuano spettacoli di animazione all'aperto.